# ثنائي البويغ النانفلدي
ثنائي البويغ النانفلدي (الاسم العلمي: Bisporella nannfeldtii) هو نوع من الفطريات يتبع جنس الثنائي البويغ من الفصيلة المسمارية.